# Romantiskt landskap med gran
Romantiskt landskap med gran är en målning av den svenske konstnären Elias Martin. Den utfördes under Martins vistelse i England 1768–1780 och är inspirerad av samtida brittiskt landskapsmåleri.
Den tillföll Nationalmuseum 1950 som en gåva från Nationalmusei vänner med bidrag av Bengt Bernström.